# Auchmophanes
Auchmophanes là một chi bướm đêm thuộc họ Erebidae.